# Minstead
Minstead è un villaggio e parrocchia civile dell'Inghilterra, appartenente alla contea dell'Hampshire.